# Direcció general de Política Exterior i de Seguretat
La Direcció general de Política Exterior i de Seguretat és un òrgan de gestió de la Secretaria d'Estat d'Afers Exteriors del Ministeri d'Afers Exteriors, Unió Europea i Cooperació d'Espanya que s'encarrega de la formulació i execució de la política exterior en els seus plantejaments i objectius globals, i, especialment, en la coordinació de la política exterior espanyola pel que fa a la Política Exterior i de Seguretat Comuna de la Unió Europea que, sota les orientacions del Consell Europeu i de les decisions aprovades pel Consell d'Afers exteriors, té al capdavant a l'Alt Representant recolzat per un Servei Europeu d'Acció Exterior d'Espanya.

## Funcions
Les funcions de la Direcció general es regulen en l'article 3 del Reial decret 768/2017:
- L'assistència al Secretari d'Estat en la proposta i execució de la política exterior en els seus plantejaments i objectius globals.
- La coordinació, en la seva qualitat de Director Polític, i sense perjudici de les competències pròpies de cadascuna d'elles, de les Direccions generals de Nacions Unides i Drets Humans; pel Magrib, Mediterrani i Orient Pròxim; per a Àfrica; per a Amèrica del Nord, Àsia i Pacífic; per a Europa; i per a Iberoamèrica i el Carib.
- La coordinació i seguiment, en la seva qualitat de Director Polític, de la participació d'Espanya en la Política Exterior i de Seguretat Comuna de la Unió Europea, inclosa la Política Comuna de Seguretat i de Defensa, la preparació i el seguiment de les reunions del Consell d'Afers Exteriors i del Comitè Polític i de Seguretat de la Unió Europea, i la representació d'Espanya en altres reunions a nivell de Directors Polítics.
- El seguiment i anàlisi d'aquelles qüestions de caràcter global que afectin a la comunitat internacional en el seu conjunt i requereixin una resposta concertada de la mateixa, i la definició i coordinació de la posició d'Espanya, juntament amb els Departaments ministerials concernits.
- La coordinació de les candidatures que Espanya presenta i recolza a òrgans unipersonals o col·legiats d'organitzacions i fòrums internacionals en els quals participa.
- La definició estratègica de la posició d'Espanya sobre qüestions internacionals de seguretat, en els àmbits tant multilateral com a bilateral.
- La coordinació de la representació institucional d'Espanya en els fòrums multilaterals en els quals s'abordi la no proliferació i el desarmament, les activitats d'índole política i jurídica relacionades amb aquestes matèries, tant dels òrgans principals de les Nacions Unides com dels seus òrgans subsidiaris, comitès i grups de treball dependents; la coordinació general de l'acció del Departament en les iniciatives i el seguiment dels assumptes estratègics relacionats amb la no proliferació, el desarmament i les noves amenaces; el seguiment de les activitats i negociacions de desarmament i de control d'armaments en el marc de les Nacions Unides i de l'Organització per a la Cooperació i la Seguretat a Europa i d'altres fòrums específics en els quals Espanya participi; i el seguiment de la verificació general dels acords de desarmament i de control d'armament dels quals Espanya formi part, en col·laboració amb els restants Departaments competents.
- La coordinació de la representació institucional d'Espanya en els fòrums multilaterals en què s'abordin els afers de terrorisme, les activitats d'índole política i jurídica relacionades amb aquesta matèria, tant dels òrgans principals de les Nacions Unides com dels seus òrgans subsidiaris, comitès i grups de treball dependents, la coordinació de l'acció del Departament en les iniciatives i en el seguiment dels assumptes internacionals de terrorisme, i l'anàlisi continuada del terrorisme com a element estratègic en la definició de les actuacions del Ministeri d'Afers Exteriors i de Cooperació.
- La coordinació de la representació institucional d'Espanya en els fòrums multilaterals en què s'abordin els assumptes de seguretat, les activitats d'índole política i jurídica relacionades amb aquesta matèria, tant dels òrgans principals de les Nacions Unides com dels seus òrgans subsidiaris, comitès i grups de treball dependents, així com en l'Organització del Tractat de l'Atlàntic Nord, l'Organització per a la Seguretat i Cooperació a Europa i altres organismes regionals de seguretat; i la coordinació de l'acció del Departament en les iniciatives i en el seguiment dels assumptes internacionals de seguretat.
- El seguiment de les operacions de manteniment de la pau, i la coordinació dels diferents òrgans del Ministeri d'Afers Exteriors i de Cooperació i d'altres Departaments ministerials en relació amb la participació d'Espanya en elles.

## Estructura
De la Direcció general depenen els següents òrgans:
- Subdirecció General de Política Exterior i de Seguretat Comuna.
- Subdirecció General de Seguretat.
- Subdirecció General de No Proliferació i Desarmament.
- Subdirecció General de Cooperació Internacional contra el Terrorisme, les Drogues i la Delinqüència Organitzada.

## Secretaris generals
- Enrique Ignacio Mora Benavente (2015-)[2]